# Brent (Floryda)
Brent – jednostka osadnicza (census-designated place) w hrabstwie Escambia, w północno-zachodniej części stanu Floryda, w Stanach Zjednoczonych, wchodząca w skład aglomeracji Pensacoli. W 2010 roku miejscowość liczyła 21 804 mieszkańców.